# Horologica barrieria
Horologica barrieria là một loài ốc biển, động vật chân bụng trong họ Cerithiopsidae. Nó được Nützel miêu tả năm 1998.